# メドチ

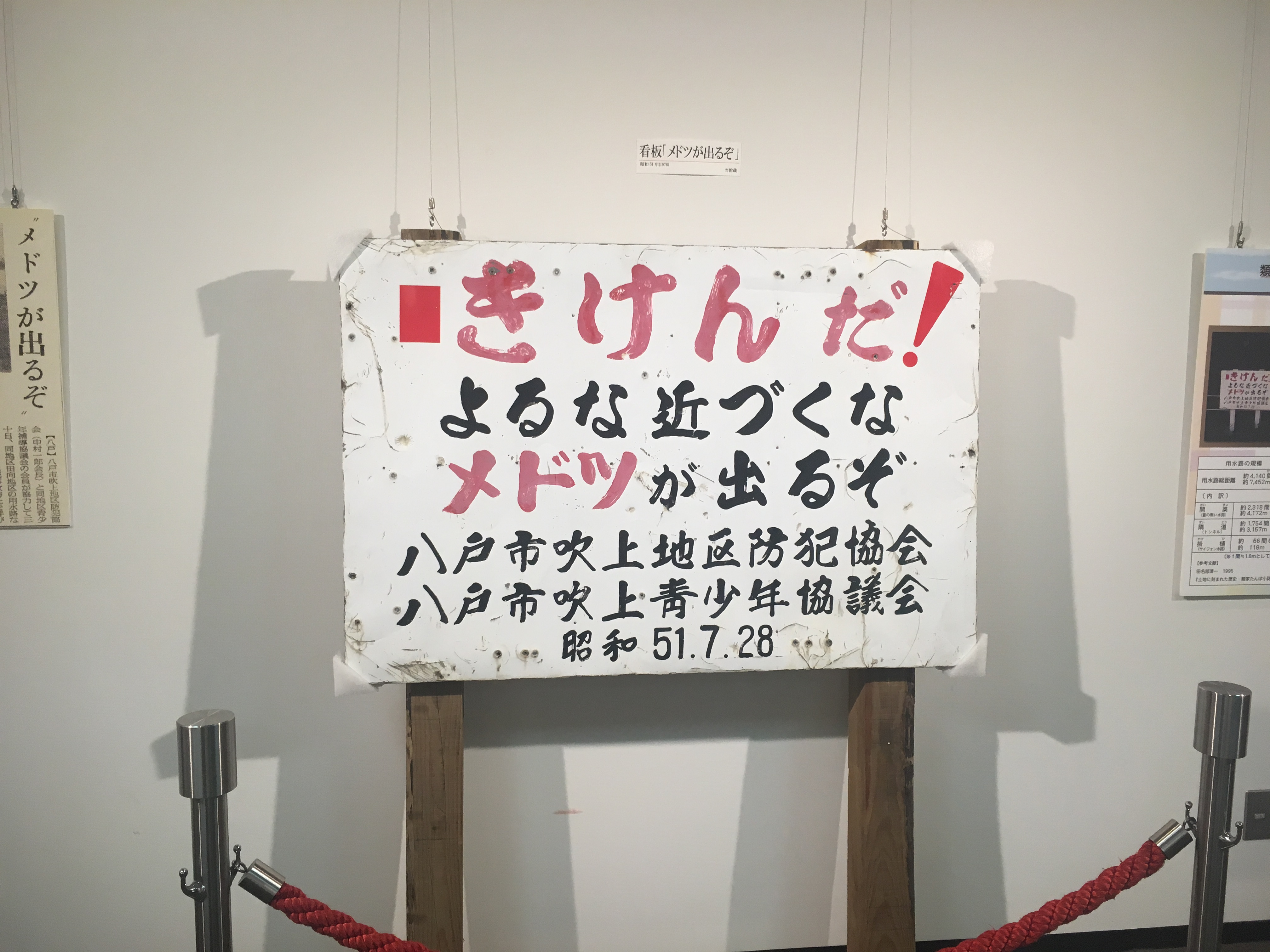
きけんだ！
よるな近づくな
メドツが出るぞ
1976年（昭和51年）に作られた立入禁止を啓発する看板（八戸市博物館・蔵）

メドチまたはメドツは、青森県に伝わる河童の一種。

## 概要
顔は猿に似ており、体の色は黒い。一見すると10歳ほどの子供のようにも見えるが、時おり少女の姿となって人間を誘惑し、水の中へ誘い込んで溺れさせようとする。人間に子供を産ませたり、一度人間を狙うとその友達や親戚に化けて川に連れ込むともいう。
津軽弘前の郷士・平尾魯遷の著書『谷の響』によれば、津軽藩若党町（現・弘前市）であるとき、川でメドチに襲われて溺れた子供を助けた人が、その子供に水を吐かせていたところ、肛門から長さ1尺6,7寸の、頭が大きく体の平たいものが走り出て周囲を狂い回り、打ち殺そうとしたところ川へと逃げ去ったという。
青森県の櫛引八幡宮には、このメドチの発祥にまつわる伝承がある。江戸時代の名工といわれる左甚五郎が八幡宮の本殿を建てる際に材木を削った際の木屑を川に捨てると、木屑の「これから何を食えばいいか」という問に甚五郎が「尻でも食らえ」と答えたため、木屑はメドツ（メドチ）となって人を襲うようになった（別説では甚五郎が本殿建築に使役した木偶人形を、本殿完成後に川に捨てると、それらがメドツとなったともいう）。八幡は鷹にメドツを懲らしめさせた。鷹があまりメドツの頭を突くので、メドツの頭はへこんで毛が生えなくなった。また、人を襲わないと餓死してしまうメドツを八幡は哀れみ、旧暦7月1日から16日まで、矢倉の入口から里川の入口までの間で人1人と馬1頭を襲うことを許したという。櫛引八幡宮の本殿には鷹に抑えられたメドツの彫刻が残されているが、風雨にさらされて彫刻が劣化したため、メドツの姿を確認することは困難になっている。
なお、青森県八戸市尻内町には、メドツ河原という地名がある。